# 地図にない未来
「地図にない未来」（ちずにないみらい）は、1997年10月21日に日本コロムビアから発売された今井由香のシングル。カップリング曲は「ラヴズ・エナジー〜だって好きなんだもん」だった。

## 解説
- テレビアニメ「マスターモスキートン'99」のエンディングテーマ。
- ジャケットには、主人公のモスキートンと、ヒロインのイナホが描かれている。1クールごとにコーラスの1番と2番が使われた。

## 収録曲
1. 地図にない未来
2. ラヴズ・エナジー〜だって好きなんだもん
3. 地図にない未来（オリジナル・カラオケ）
4. ラヴズ・エナジー〜だって好きなんだもん（オリジナル・カラオケ）